# أف أم 4
أف أم4 (FM4) هي محطة إذاعية نمساوية وطنية تديرها أو أر أف. هدفها الرئيسي هو جمهور الشباب، ويتميّز جزء كبير من الإنتاج الموسيقي بموسيقى الروك البديلة والموسيقى الإلكترونية.

## البرمجة
تتميز برمجة أف أم 4 أيضًا بمستوى عالٍ من محتوى الكلمات المنطوقة، والتي ينتج الكثير منها باللغة الإنجليزية. تبث البرامج الصباحية، بما في ذلك Reality Check وUpdate المستندة إلى الأخبار الجارية باللغة الإنجليزية، بينما تبث برامج فترة ما بعد الظهيرة Connected وHomebase باللغة الألمانية. كانت تبث الأخبار باللغة الفرنسية مرتين يوميًا حتى عام 2019 عندما تم إيقافها بسبب انخفاض الطلب.

## تاريخ
أطلقت أف أم 4 في 16 يناير 1995 وشارك في البداية تردده مع محطة راديو أو أر أف باللغة الإنجليزي. منذ إطلاقه في عام 1995 حتى 31 يناير 2000، كان أف أم 4 يبث فقط في المساء والليل من الساعة 7 مساءً حتى 6 صباحًا. منذ 1 فبراير 2000 أصبح يبث على مدار الساعة طوال أيام الأسبوع، عندما دمج مع راديو الدانوب الأزرق.
عند الإطلاق، عُرفت أف أم 4 بأنها محطة إذاعية شبابية، لكن البث الكامل زاد من شعبيتها وأرقام الاستماع إلى حد كبير. بالإضافة إلى زيادة الشعبية في النمسا نفسها، يتجه عدد متزايد من المستمعين إلى التردد خارج البلاد، وعلى الأخص في ولاية بافاريا الألمانية. في عام 2005، عقدت أف أم 4 أول مهرجان موسيقي لها خارج النمسا، في ميونيخ.
في عام 2001، تعاونت أف أم 4 مع مروج الحفل موسينت لإنشاء مهرجان تردد أف أم 4. أصبح هذا أكبر مهرجان للموسيقى البديلة في النمسا، ويضم في الغالب الفنانين والفرق الموسيقية الذين يظهرون في قائمة التشغيل أف أم 4.
أطلقت أف أم 4 في 26 أكتوبر 2001 ساوند بارك، مما أدى إلى إنشاء منصة على الإنترنت يمكن للموسيقيين الشباب من خلالها نشر أعمالهم مجانًا للوصول إلى جمهور أف أم 4.
مدير برنامج أف أم 4 هو دوروثيا جراديستاناك. أشهر صوت في أف أم 4 هو مذيعراديو الدانوب الأزرق السابق جو ريميك.
أصدرت أف أم 4 عددًا من ألبومات التجميع تحت علامتها التجارية Sound Selection وSunny Side Up، بالإضافة إلى قرص ديفي دي (أف أم 4 - السنوات الأولى)، والذي أنتج للاحتفال بالذكرى السنوية العاشرة للمحطة في عام 2005.

## استقبال
| ولاية         | الارسال - المدينة - التردد |
| ------------- | --- |
| بورغنلاند     | ريكنيتس - هيرشنشتاين: 97.4 |
| كارينثيا      | كلاغنفورت - دوبراتش: 102،9؛ فولفسبيرج - كورالب: 102.3؛ سبيتال أن دير دراو - غولدك: 103،6                                                     |
| النمسا السفلى | سانت بولتن - يورلينج: 98،8؛ سيمرينغ - سونويندشتاين: 92.4؛ ويترا - واشبيرغ: 101.4                                                             |
| النمسا العليا | لينز 1 - ليشتنبرغ: 104،0؛ لينز 2 - فرينبيرج: 102،0؛ باد اسشل - كاترين: 105.1                                                                 |
| سالزبورغ      | سالزبورغ - جيسبرج: 104،6؛ لاند - لوكسوجل: 97.7                                                                                               |
| ستيريا        | غراتس - شوكل: 101.7؛ شلادمينج - هاوزر كايبلينج: 103،3؛ بروك آن دير مور - موغل: 102،1                                                         |
| تيرول         | إنسبروك 1 - باتشيركوفيل: 101.4؛ إنسبروك 2 - سيغروب: 102،5؛ لانديك-كراهبيرج: 98،4؛ لينز - راوتشكوفيل: 101،0؛ كوفشتاين - كيتزبوهلر هورن : 99،9 |
| فورارلبرغ     | بريجنز - بفاندر: 102،1؛ فيلدكيرش - فورديرالبيلي: 102،8                                                                                       |
| فيينا         | فيينا 1 - كالينبيرج: 103،8؛ فيينا 1 - هيميلهوف: 91،0                                                                                         |

يمكن استقبال أف أم4 على الإنترنت في جميع أنحاء العالم بواسطة الوسائط المتدفقة :
- البث الرسمي على موقع أف أم 4-Website (التنسيقات: إم بي 3)

في أوروبا، يمكن استقبال أف أم4 رقميًا عبر أقمار أسترا الصناعية في أسترا 19.2 شرقا :
- القمر الصناعي: أسترا 1H
- باقة: 115
- تردد الوصلة الهابطة: 12,66275 جيجاهرتز
- معدل الرموز (MS / s): 22
- الحماية من الخطأ (FEC): 5/6
- الاستقطاب: أفقي

## روابط خارجية
- الموقع الرسمي
باللغة الألمانية